# (5513) Yukio
(5513) Yukio es un asteroide perteneciente al cinturón de asteroides descubierto el 27 de noviembre de 1988 por Watari Kakei, y sus compañeros astrónomos Minoru Kizawa y Takeshi Urata desde el Observatorio de Nihondaira, Shimizu-ku, Japón.

## Designación y nombre
Designado provisionalmente como 1988 WB. Fue nombrado Yukio en honor a Yukio Hasegawa, astrónomo aficionado y excelente fabricante de telescopios. El cometa periódico 112P/Urata–Niijima, (2090) Mizuho, (3394) Banno y este objeto fueron descubiertos usando un telescopio fabricado por él.

## Características orbitales
Yukio está situado a una distancia media del Sol de 2,210 ua, pudiendo alejarse hasta 2,331 ua y acercarse hasta 2,090 ua. Su excentricidad es 0,054 y la inclinación orbital 1,659 grados. Emplea 1200,76 días en completar una órbita alrededor del Sol.

## Características físicas
La magnitud absoluta de Yukio es 13,7. 